# Антипатер Етезија
Антипатер Етезија (грчки: Ἀντίπατρος Ἐτησίας, Ἀntípatros Ἐtēsías) је био краљ Македоније из династије Антипатрида. Владао је свега 45 дана, током 279. године п. н. е.

## Биографија
Антипатер Етезија је био син Касандровог брата Филипа, односно унук Антипатера, оснивача династије Антипатрида, која је до 277. године п. н. е. владала европским делом некадашњег Александровог царства. Антипатер постаје македонски краљ након смрти краља Птолемеја Керауна и свргавања Мелеагера. Његова владавина је, међутим, трајала свега 45 дана. Македонци су му доделили надимак "Етезија", јер је ветар етезија дувао током његове краткотрајне владавине. Поражен је у бици и свргнут од стране Состена, вероватно једног од генерала у војсци Лизимаха током 280-тих година п. н. е. Ипак, његова власт одржала се у неким деловима Македоније. Коначно је потиснут од стране Антигона II Гонате. Након тога, Антипатер бежи у Египат где ће провести следећих 20 година. Подржан од стране Птолемеја III, током свих година представљао је претњу Антигону, који је у Македонији, након победе над Пиром Епирским, установио власт династије Антигонида.